# プログラミング
プログラミング（英語: Programming）とは、コンピューター上で、ある特定のコンピューティングの結果を得るために、実行可能なコンピュータープログラムを作成することである。

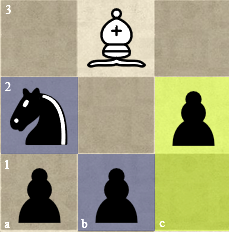
インターネットチェスのプログラムLichessの人工知能のプログラミングの例。もしb3にいる白のビショップがa2に移動すれば、黒のナイトを取る。プログラムは黒にとっての有利手を探索するよう試みるため、その後、b1のポーンが（a2に移動して）ビショップを取る可能性が高いと計算する。黒のプレイヤーは、ポーンをc2に移動したところである。

プログラミングが関係するタスクの例として、アルゴリズムの生成、アルゴリズムの正確さとリソースの消費量のプロファイリング、選択したプログラミング言語でのアルゴリズムの実装（これは一般にコーディング（英語:coding）と呼ばれる）などがある。
プログラムのソースコードは、コンピューターのCPUで直接実行される機械語ではなく、プログラマー（ヒト）が理解できるプログラミング言語で書かれる。プログラミングの目的は、あるタスクを自動化する一連の命令をコンピューターに実行させ、与えられた問題を解決することである。
プログラミングを行うには、アプリケーションドメインに関する知識、特定のアルゴリズム、形式論理など、さまざまな主題への専門性が要求されることが多い。
プログラミングに関係する作業には、テスト、デバッグ、ソースコードのメンテナンス、ビルドシステムの構築、コンピュータープログラムの機械コードなどの生成されたアーティファクトの管理などがある。これらのプロセスはプログラミングのプロセスの一部と考えられるが、広義のプロセスはよく「ソフトウェア開発」と呼ばれ、実際にコードを書く行為に対しては、「プログラミング」、「実装」、「コーディング」という名前が使われることが多い。ソフトウェア工学 (software engineering) は、エンジニアリングの技術をソフトウェア開発の実践と組み合わせたものである。「リバースエンジニアリング」はこの逆のプロセスを表す。「ハッカー」とは、技術的な知識を使って問題を解決する技術のあるすべてのコンピュータの専門家を表す言葉であるが、一般的な用語では「セキュリティハッカー」と同じ意味でも使われている。

## 歴史

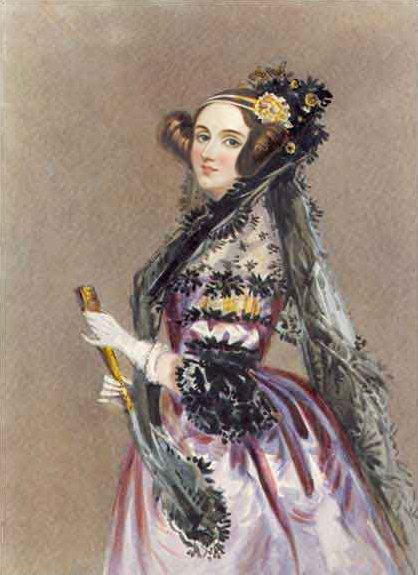
エイダ・ラブレス。Luigi Menabreaの論文の最後には、解析機関の処理のために設計された最初のアルゴリズムについて書かれた彼女のメモが記載されている。彼女は、世界史上初のコンピュータープログラマーであると考えられている。

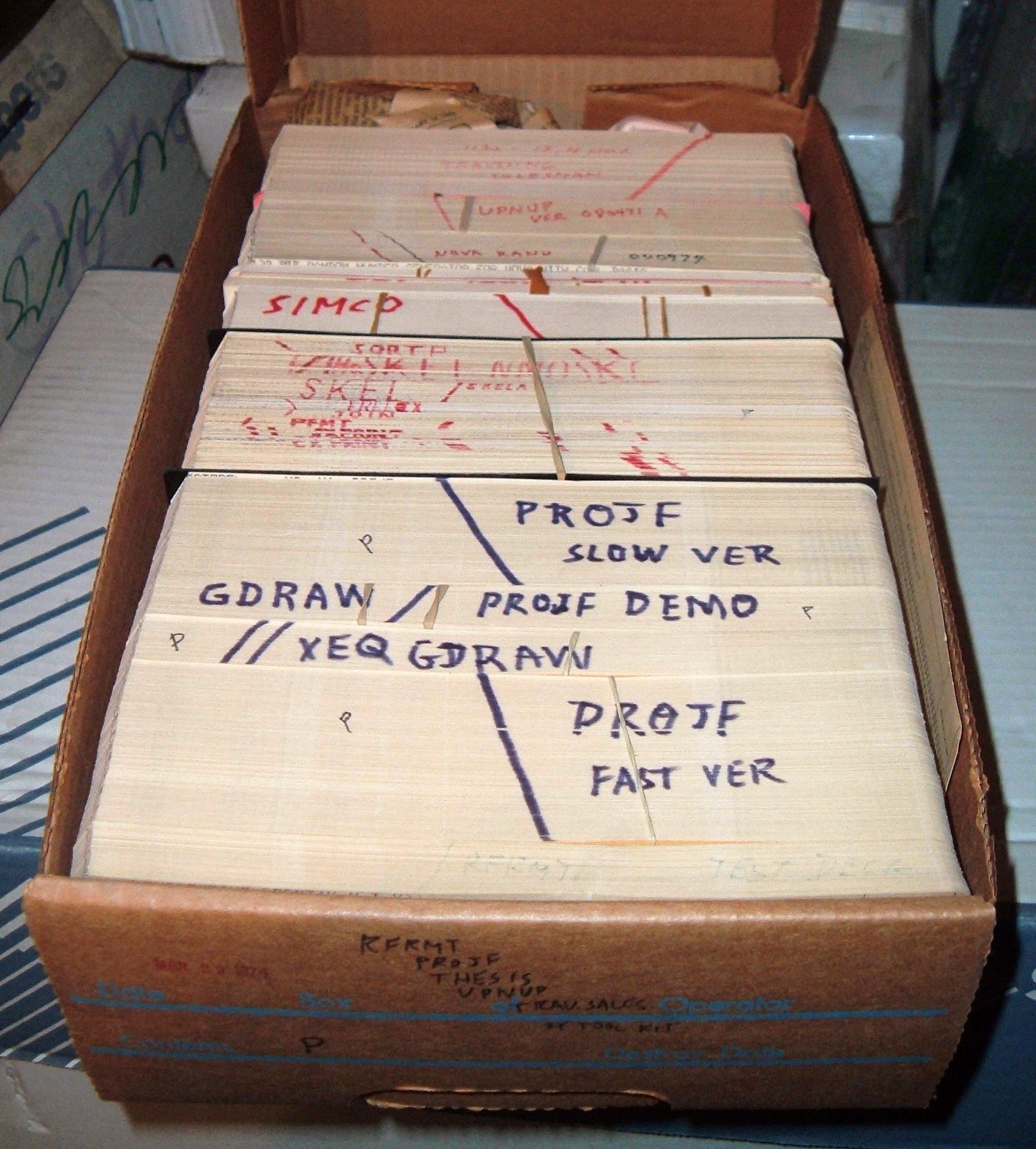
パンチカードのつまった箱。プログラムデッキがいくつかある。

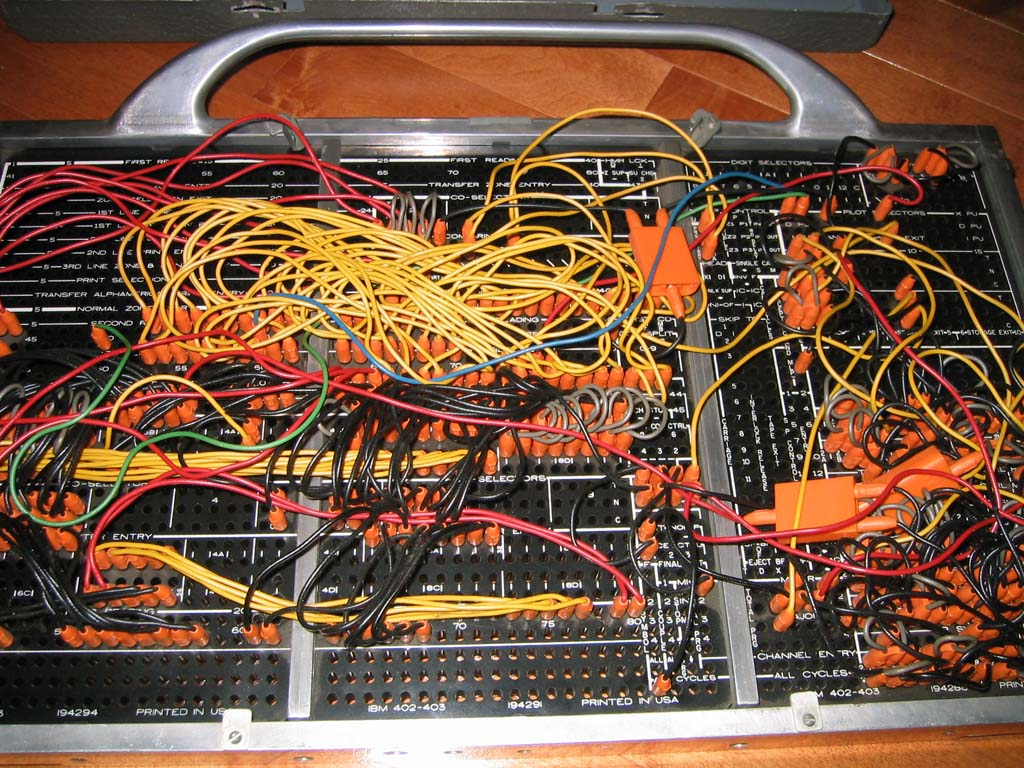
IBM 402 Accounting Machineのための配線された制御パネル。

最古のプログラマブルな機械（プログラムによって動作の変化を制御できる機械）としては、1206年にアル＝ジャザリが作った二足歩行ロボットがあると言われている。アル・ジャザリのロボットは、ボートに4体の演奏人形が乗ったもので、宮廷のパーティで池に浮かべて音楽を演奏したと言われている。プログラムはカムにあり、それによって小さなてこを押して、打楽器を演奏する。カムは実際には円筒にペグが突き刺された形であり、このペグの配置でプログラミングし、演奏パターンを変更した。
1801年に開発されたジャカード織機がプログラマブルな機械の起源とされることが多い。この機械は、穴を開けた一連の厚紙（パンチカードの原型）を使った。穴の配列が布を織る際のパターンに対応している。従って、カードを入れ替えることで全く異なる布を織ることができた。1830年ごろには、チャールズ・バベッジがパンチカードを使った解析機関を考案した。
このような先駆者の発明をさらに発展させたのがハーマン・ホレリスであり、1896年にタビュレイティング・マシン・カンパニー（Tabulating Machine Company、後のIBM） を設立した。彼はホレリス式パンチカード、タビュレーティングマシン、キーパンチ機などを発明した。これらの発明が情報処理産業の基礎となったのである。1906年には、タビュレーティングマシンにプラグボードを追加することで、組み替えれば様々な仕事ができるようになった。これがプログラミングへの第一歩である。1940年代には、プラグボードによるプログラマブルな機械が各種登場していた。初期のコンピュータにもプラグボードでプログラムを組むものがあった。
フォン＝ノイマン・アーキテクチャの発明により、プログラムをコンピュータのメモリに格納できるようになった。初期のプログラミングは機械語のコードを直接並べる（「コーディング」の本来の意）ことで行われた。入力方法としては穿孔カードや鑽孔テープが利用された他、スイッチなどで直接入力したり、まだ半導体技術などのない時代のため、ROMに相当する電気的配線を直接変更したりすることもあった。しかし、機械語の命令は人間にとって扱いにくく、代わりにニーモニックと呼ばれる略語を割り当てたアセンブリ言語により、プログラマは命令をテキスト形式で記述できるようになった。しかし、アセンブリ言語は機械語と同様にプロセッサの種類ごとに異なるため、（意図的に互換性があるように設計された機械以外では）他機種にはそのまま流用できなかった。また（人間から見れば）単純な処理でも、機械が操作できる基本的な処理命令は細粒度であり、大量に記述する必要があった。
そこで、特定のコンピュータに依存しない記述方法で、処理の内容をより抽象的に記述するためのプログラミング言語が開発された。そして、プログラミング言語によって記述されたプログラムを、コンパイラを利用して機械語に翻訳することで、実行プログラムを作成することが一般的になった。1954年、最初のプログラミング言語の1つであるFORTRANが開発された。これにより、演算を直接数式のように記述できるようになった（例えば、Y = X*2 + 5*X + 9）。このプログラムの記述（あるいは「ソース」）はコンパイラと呼ばれる特別なプログラムで機械の命令に変換される。他にも様々な言語が開発された（ビジネス用途のCOBOLなど）。プログラムの入力は依然としてパンチカードやさん孔テープで行われていた。1960年代後半、記憶装置や端末の価格が低下してきたことにより、キーボードから直接コンピュータにプログラムを入力できるようになってきた。また同じ頃、コンピュータによる処理対象のデータとしての文書についてもコンピュータ自身を利用して編集されるようになり最初はラインエディタ、続いてスクリーンエディタといった、テキストエディタが開発され、それらによってソースコード自身がコンピュータ上で編集されるようになった。
コンピュータの能力は時と共に飛躍的に向上した。このため、より抽象化されたプログラミング言語が開発されるようになっていった。抽象化レベルの高い言語はオーバーヘッドも大きいが、コンピュータ自体の性能の向上が激しいため、多少オーバーヘッドが増えても以前よりも高性能な動作が実現された。このような抽象化レベルの高い言語の利点は、習得が容易であることと、プログラム作成時間が短縮されること。そして何より、バッファオーバフローなどの危険性を孕んだプログラムを書く余地が無いこと、である。しかしそれでも、巨大で複雑なプログラムや、高速性が何よりも重視されるプログラムでは、現在でも比較的低レベルな言語を使っている。
20世紀後半を通して、先進国ではプログラマが魅力的な職業の1つとされてきた。しかし、発展途上国の安い労働力をプログラミングに利用する傾向が強まっている。この傾向がどれだけ続くのか、それによってどのような影響があるのかは未知数である。

## プログラミングの過程

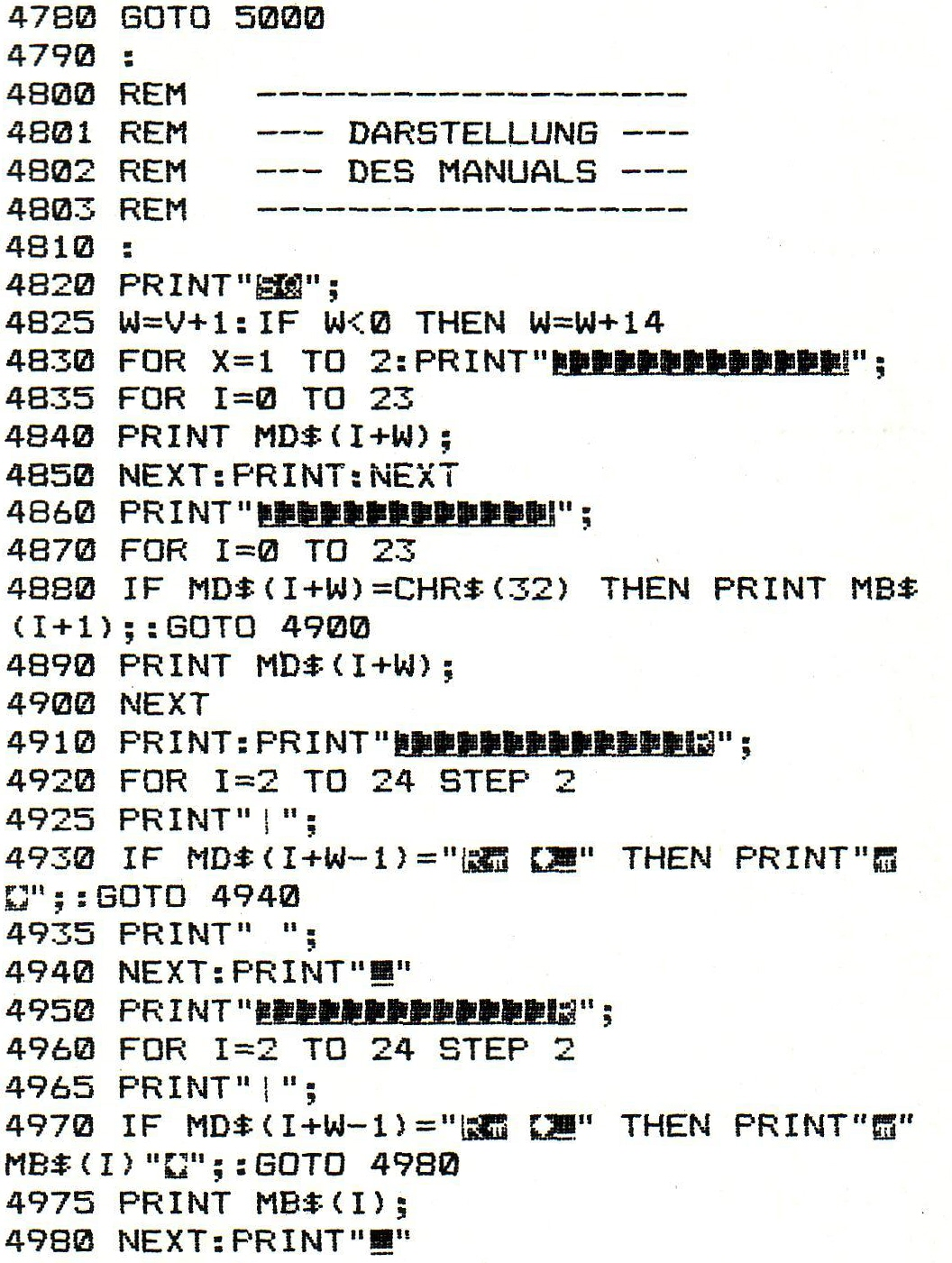
BASICによるプログラム例

まず、そのプログラムの目的、さらには「本当に解決したい問題は何なのか」ということについて十分な検討が必要である（ワインバーグの著書などを参考のこと）。プログラミングの過程は文書化され、将来の拡張に利用できるため、これは非常に重要なことである。
続いて、全体のスタイルをおおまかに2つに分けると「トップダウン設計」と「ボトムアップ実装」になる。「なんとかの設計と実装」といったようなタイトルの本が多くあるように、どちらも重要だが、一般に対象についてよくわかっているものについてのプログラミングでは前者のスタイル、よくわかっていない場合は後者のスタイルとする。「設計された通りに実装することは不可能」といった場合に開発体勢の問題などから正しい対処がされないまま、設計と実装がちぐはぐになったプロダクトは悲惨である。また反復型開発では、あまりに大きなプログラムを一方通行のプロセスで書くことは最初から避けるものとされる。
目的のプログラムを書き始める前に、まずテストを書く、というスタイルもある（これを、「テストファースト」という。詳しくは、テスト駆動開発を参照）。あるいは対象が有限オートマトンやプロセス計算など、形式手法的な方法でモデル化できるのであれば、まずはそのようにすべきである（本来はモデル主導というのはそのような意味のはずである）。
最初の段階として、トップダウン設計では軽量プログラミング言語や、非形式的な記述が適している場合には擬似言語（擬似コード）などで全体設計を検討する。ボトムアップ実装では、階層構造の「葉」にあたるサブルーチンの実装を検討する。なお、流れ図（フローチャート）はコンピュータの黎明期である1940年代後半に、当時のプログラムは機械語で読むのも書くのも難しかったことから、補助のために使われその当時には有用性が高く（en:Herman Goldstine#The First Draftに当時の流れ図がある）、MIXという機械語を使っている教科書『The Art of Computer Programming』などでは使われているが、現代のプログラミング言語でも有用と信じられていることもあるようである。
プログラミングの過程で、ソースコードを記述することを特に指してコーディングという。元々は機械語が符号であること、またはアセンブリ言語のニモニックがまるで暗号みたいである（正確には「コード」は暗号の1分類。コード (暗号) を参照）というところからコンピュータプログラムに「コード」という語が使われ、それを書く作業というきわめて限定された意味の語だったが、近年はHTMLを書くという意味にも使われるなど濫用され気味である（なお、デモシーンでは機械語のテクニックを駆使して高効率のプログラムを書く、というような本来の意味に近い意味で使われている）。
可能な限り避けたいものではあるが、プログラムにはバグ (bug) の混入が避けられない。場合によっては仕様にバグがあることもある（もっとひどい場合には標準規格のようなものでもバグがある）。デバッグ (debug) とはバグを取る作業であり、プログラミングの過程に必要なものとして見積りなどでは含めておかなければならない。
一旦の完成の後も、ある程度の期間使われるプログラムでは、使用しているうちに、プログラムの性能や機能に新しい要求が発生したり、プログラムの設定を変更する必要がでてきたり、テストにより発見できなかったバグが見つかることがある。このような事態に対応するため、プログラムを保守していく作業が必要になる。

## プログラマ
プログラミングをする人をプログラマという。プログラミングを行うには一般に、コンピュータ科学を中心としたプログラミングそれ自体についての能力や知識と、書こうとするプログラムが対象とする問題領域などについての能力や知識の両方が必要である。

### 職業としてのプログラマ

#### プログラマの仕事
- 要求分析
- ソフトウェア設計
- プログラム仕様
- ソフトウェアアーキテクチャ
- コーディング
- コンパイル
- ソフトウェアテスト
- ソフトウェアドキュメンテーション
- ソフトウェア保守

この他、プログラムが、作者以外の人によって利用される場合には、プログラムの利用方法や機能について質問を受けることがある。プログラムを、意図したとおり稼働させてゆくためには、これらの問い合わせに対応する必要もある。
一般に、職業としてプログラミングを行う場合、これらの作業が工程として含まれる。大規模なプログラミングでは、これらの作業を分業することも多い。
このような業務は、ソフトウェア工学という学問のソフトウェア開発工程の分野として扱われる。
人工知能によるプログラミングが発達すれば、プログラミング・スキルは不要になると誤解している人もいるかもしれないが、2023年の体系的な文献分析によれば、人工知能の台頭後は、プログラミング・スキルはむしろそれ以上に重要になるという。

## プログラミング言語
プログラミング言語が異なれば、プログラミングのスタイル（プログラミングパラダイム）も異なる。どの言語を使うかの判断には、企業としてのポリシー、その用途への適合性、サードパーティのパッケージが使えるか、個人の好みなど様々な要素がある。理想的には、用途に最も適した言語を選ぶべきである。しかし、その言語を使えるプログラマが十分揃えられないとか、その言語の処理系に問題があるとか、実行時の効率が悪いといった問題から、最適な言語を選べないこともある。
アレン・ダウニー (Allen Downey) は、著書『計算機科学者のように考える方法』(How To Think Like A Computer Scientist) で次のように書いている。

### プログラミングパラダイム
今日までに、プログラミングの進歩に貢献したパラダイムとして、次があげられる：
- プログラムの実行制御の仕組みとして、命令から命令へと直接移動する代わりに、論理的な順接・反復構造を用いてロジックの抽象化を目指した構造化プログラミング
- 変数の使用による副作用の発生を排除しようとした関数型プログラミング
- 宣言型プログラミングを可能にした論理プログラミング
- データと手続きの直交化を押し進め、人間の概念構成に近い表現を可能にしたオブジェクト指向プログラミング

プログラミングには、文字による言語で記述する方法ばかりではなく、視覚言語や図形言語で記述する方法であるビジュアルプログラミングという方法もある。

## 最近のプログラミング

### 品質
ソフトウェア開発手法がどうであれ、最終的にはプログラムは基本的な属性を満たさなければならない。プログラミングにおいてそれを気にかけておくことで、デバッグやその後の開発およびユーザーサポートにかかる時間とコストを削減できる。ソフトウェア品質を確保する方法は様々だが、以下の5つの属性が最も重要である。
- 効率性: リソース使用量（プロセッサ、メモリ、デバイス、ネットワークその他）は可能な限り少ない方がよい。
- 信頼性: プログラムは正しく動作しなければならない。それは単にソースコードが正しく実装されているというだけでなく、誤差の伝播を少なくするとか、典型的な値の範囲に関するエラー（オーバーフロー、アンダーフロー、ゼロ除算など）を防ぐという観点も含まれる。
- 頑健性: データ型の間違いなど実行時エラーによるプログラム停止を誘発するような事態に対処できなければならない。これは、特にユーザーとのやり取りの場面や、エラーメッセージの処理などで重要となる。
- 移植性: 再プログラミングしなくとも、任意のソフトウェア環境やハードウェア環境で動作すべきである。
- 可読性: 後の保守をコーディングした人が行うとは限らないため、命名規則やコメントなどをわかりやすくしておく。

### 方法論
ソフトウェア開発の第一段階は要求分析であり、その後モデル化し、実装し、デバッグする。これら作業については様々な方法論がある。要求分析で一般的な方法論としてユースケース分析がある。
モデル化技法としてはオブジェクト指向分析設計 (OOAD) とモデル駆動型アーキテクチャ（MDA）がある。統一モデリング言語 (UML) は OOAD や MDA での記法として使われている。
データベース設計では、似たような技法として実体関連モデルがある。
実装技法としては様々なプログラミングパラダイムがある（オブジェクト指向プログラミング、手続き型プログラミング、関数型プログラミング、論理プログラミングなど）。
デバッグには統合開発環境 (IDE) が使われることが多い（Visual Studio、NetBeans、Eclipseなど）。独立したデバッガ（gdbなど）も使われている。

### 言語利用状況
どのプログラミング言語が一番使われているかというのは、非常に難しい問題である。言語によっては特定の分野でのみ一般的なものもあるし（例えば、COBOLは企業のデータセンターでよく使われており、FORTRANは科学技術計算に強く、C言語は組み込み市場で強い）、汎用的に様々なアプリケーションを書くのに使われている言語もある。
言語の人気を測定する手段として、求人広告に挙げられている言語を数え上げる方法がある。また、既存のソースコードの行数を言語毎に推計する方法もある（ただし、言語によって同じ機能を実現するのに必要な行数が異なるため、補正が必要）。

### デバッグ
バグだらけのプログラムは使いものにならないため、デバッグは重要である。C言語やアセンブリ言語などは、慣れたプログラマであっても、バッファオーバーランや不正なポインタやメモリの初期化忘れ/解放忘れといったバグを作りこみやすい。バッファオーバーランは隣接するメモリ領域を破壊し、全く関係ない箇所でプログラムに異常が発生する原因となる。このため、C言語やC++でのプログラミング向けに Valgrind、Purify、BoundsChecker といったメモリデバッガが開発されてきた。
Java、C#、PHP、Python といった言語にはそのような問題がほとんどないが、性能は低い。ただし、データベースアクセスやファイル入出力が性能を決定付けるような分野では、これらの言語の性能でも何ら問題ない。また、最近ではこれらの言語の処理系でも性能が向上してきている。
プログラミングコードがある程度自動生成できるようになった今、専門家の予測通りプログラミングエンジニアの役割は変わりつつあるが、現時点ではコード自動生成の商用・学術利用には著作権上の課題がある。さらに、自動生成されるプログラミングは、セキュリティとデバッグに大きな課題をもたらす。

### プログラミングレス思想
プログラミング言語が使えるようになったことにより、機械語によるプログラミングを人間が直接する必要がなくなったのも一種の「プログラミングレス」だと言えばそれは大成功していると言えるだろうし（プログラミング言語の研究はその初期には「自動プログラミング」などと呼ばれていた）、結局「思想」というものが何を指すのか明確でないので、どうとでも言えることである。あるいは、現代においてはアプリケーションソフトウェアを使うだけでもコンピュータの利活用の幅がおおいにある、というのも一種の「プログラミングレス」であろう。理屈としては、ドメイン固有言語のうち、チューリング完全でないようなものは汎用の言語ではないから、それらを使ったコンピュータの利活用も「プログラミングレス」と言えなくもない。また、GUIによる設定やドラッグ＆ドロップでアプリケーションが開発できることなどを指して、プログラミングレス、あるいは、ノンプログラミングということもある。

### プログラミング教育
プログラミング学習では、従来のプログラミング教育に比べて、Scratchに似たプログラミング教育ソフト「Alice」が非常に効果的で、プログラミングの習熟度向上との相関は0.54。
日本におけるプログラミングへの関心は高く、ある調査では全体の87%が「プログラミングに興味がある」と回答している。しかし「時間がない」「始め方が分からない」などの理由で学習に踏み出せない人も多いことが指摘されている。
社会人向けのプログラミングスクールでは学習継続率が非常に高い傾向がある。日本の調査によれば、受講者の挫折率（途中退学率）はわずか3.5%程度にとどまり、約95%の受講者は途中の困難を乗り越えて修了に至っている。

## 大会
- Robocode
- テラリウム
- ACM国際大学対抗プログラミングコンテスト
- U-20プログラミングコンテスト
- PALROコンテスト

## 議論
プログラムを書くことはアートなのか、クラフトなのか、工学なのかという議論がある。よいプログラミングには、それら3つの要素すべてが必要とされ、最終的に効率的で保守しやすいソフトウェアを生み出すことを目的とする（何が効率的で、何が保守しやすいかという判断も様々である）。「プログラムを書くことは設計をすること」という意見もある。
日本の社会人向けプログラミング講座では、標準的な受講期間は3か月程度であるケースが多い。2024年の調査では最も選択者が多かった受講期間は3か月（全体の25.0%）で、次いで1か月、12か月、6か月の順であった。学習目的によって適切な期間は異なり、趣味習得では約2～3か月、転職準備では4～6か月程度が一般的とされる。

## プログラミングに関する資格

### 国家資格
- 情報処理技術者試験 - 経済産業省所管の独立行政法人である情報処理推進機構（IPA）が実施する国家資格。
  - 基本情報技術者試験 - 例年、午後科目で擬似言語を用いたアルゴリズムに関する問題が必須解答問題として出題される他、選択必須問題としてC言語、Java、Python、アセンブラ言語、表計算ソフトのいずれかの言語に関する問題が出題される[注釈 5]。現在は表計算ソフトが選択可能になった[注釈 6]ため必ずしもプログラミング言語の習得は必要ではなくなったものの、こちらはマクロ定義の内容も出題されており、やはりアルゴリズムの知識や論理的思考力が要求される。
  - 応用情報技術者試験 - 午後科目で自由選択制の問題としてプログラミングに関する内容が出題される（2014年春期までは選択必須問題であり、プログラミングまたは経営戦略のどちらかを必ず選択する必要があった）。前身のソフトウェア開発技術者試験では必須問題だった。
  - プロダクションエンジニア試験 - 午後試験では複雑なアルゴリズムを主に多岐にわたるのシステム設計技法が多数出題されていた。2000年度の試験を最後に廃止され、一部の出題範囲がソフトウェア開発技術者試験に継承された。
  - 情報セキュリティスペシャリスト試験 - 午後科目で自由選択制の問題として例年セキュアプログラミングに関する内容が出題されていた。用いられるのはC++、Java、ECMAScriptのいずれかであり[注釈 7]、受験者はいずれの言語にも対応できる必要があった（受験者が言語を選択できる基本情報技術者試験と異なる点である。）。2017年より名称独占資格である情報処理安全確保支援士に移行する形で廃止された。
  - テクニカルエンジニア(情報セキュリティ)試験 - 情報セキュリティスペシャリスト試験の前身として2008年まで実施された。
- 情報処理安全確保支援士（登録情報セキュリティスペシャリスト） - 名称独占資格。前身の情報セキュリティスペシャリスト試験を士業化し情報処理技術者試験制度から独立する形で2017年に新設された。

### 公的資格
- 日商プログラミング検定
- 情報検定（J検） 情報システム試験 プログラミングスキル

### 民間資格
- マイクロソフト認定プロフェッショナル（MCP）
- 情報処理技術者能力認定試験 - サーティファイが実施する検定試験。出題構成が国家資格である基本情報技術者試験と類似している。
- C言語プログラミング能力認定試験 - サーティファイが実施する、C言語に関する検定試験。
- プログラミング能力検定